# Hry jihovýchodní Asie 2017
Hry jihovýchodní Asie 2017 byly 29. v pořadí a uskutečnily se od 19. do 30. srpna 2017 v Kuala Lumpur v Malajsii. Bylo to pošesté, kdy se hry konaly v Malajsii.
Akce se zúčastnilo 4709 sportovců, kteří startovali v 404 soutěžích ve 38 sportech. Poprvé se soutěžilo také v zimních sportech. Hry zahájil sultán Muhammad V. z Kelantanu na národním stadionu Bukit Jalil.
Nejúspěšnější zemí se stala domácí Malajsie před Thajskem a Vietnamem. Během her bylo překonáno několik rekordů her a také národních rekordů.

## Sporty
Sportovci soutěžili v 404 disciplínách 38 sportů.
Atletika (45) • Badminton (7) • Basketbal (2) • Bowling (11) • Bowls (8) • Box (6) • Cyklistika (20) • Fotbal (2) • Futsal (2) • Golf (4) • Gymnastika (20) • Halový pozemní hokej (2) • Jachting (14) • Jezdectví (6) • Judo (6) • Karate (16) • Krasobruslení (2) • Kriket (3) •Kulečník (7) • Lední hokej (1) • Lukostřelba (10) • Muay Thai (5) • Netball (1) • Pencak Silat (20) • Pétanque (7) • Plavání (40) • Pólo (1) • Pozemní hokej (2) • Ragby 7 (2) • Sepak takraw (12) • Short track (6) • Skoky do vody (13) • Sportovní střelba (14) • Squash (9) • Stolní tenis (7)  • Synchronizované plavání (5) • Šerm (6) • Taekwondo (16) • Tenis (5) • Triatlon (2) • Vodní lyžování a Wakeboarding (11) • Vodní pólo (2) • Volejbal (2) • Vzpírání (5) • Wushu (17)

## Země a medaile
| Pořadí | Stát            | Zlato | Stříbro | Bronz | Celkem |
| ------ | --------------- | ----- | ------- | ----- | ------ |
| 1.     | Malajsie        | 145   | 92      | 86    | 323    |
| 2.     | Thajsko         | 72    | 86      | 88    | 246    |
| 3.     | Vietnam         | 59    | 50      | 60    | 169    |
| 4.     | Singapur        | 57    | 58      | 73    | 188    |
| 5.     | Indonésie       | 38    | 63      | 90    | 191    |
| 6.     | Filipíny        | 24    | 33      | 64    | 121    |
| 7.     | Myanmar (Barma) | 7     | 10      | 20    | 37     |
| 8.     | Kambodža        | 3     | 2       | 12    | 17     |
| 9.     | Laos            | 2     | 3       | 21    | 26     |
| 10.    | Brunej          | 0     | 5       | 9     | 14     |
| 11.    | Východní Timor  | 0     | 0       | 3     | 3      |